# Алексей Вронский
Алексей Кириллович Вронский — один из главных персонажей романа Л. Н. Толстого «Анна Каренина» (1873—1877; журнальная публикация 1875—1877; первое книжное издание 1878). Граф, происходил из богатой аристократической русской семьи. Гвардейский офицер (флигель-адъютант), красивый мужчина, пользующийся успехом у женщин. У него завязывается открытый, а не тайный роман с Анной Карениной — знатной петербургской дамой, женой Алексея Каренина. Эти открытые отношения вызывают скандал в светском обществе. По ряду причин не удаётся добиться развода Каренина с Анной, которая очень переживает эти обстоятельства. Её не приглашают ни в один из приличных домов, и её не навещает никто, кроме двух ближайших подруг, тогда как Вронского, напротив, принимают везде, и всегда ему рады. Недопонимание между ними растёт, и после одной из ссор Анна решает покончить жизнь самоубийством, бросившись под поезд.

## В романе
Вронский был невысокий, плотно сложенный брюнет, с добродушно-красивым, чрезвычайно спокойным и твёрдым лицом. В его лице и фигуре, от коротко обстриженных чёрных волос и свежевыбритого подбородка до широкого с иголочки нового мундира, всё было просто и вместе изящно.
Граф Алексей Кириллович Вронский — красивый мужчина, представитель петербургской «золотой молодёжи» с большими связями, пользующийся успехом у женщин. Происходит из богатой аристократической русской семьи. Получил образование в престижном Пажеском корпусе. Его отец Кирилл Иванович умер, когда он был ещё ребёнком. Он почтительно относился к матери, но не уважал её за легкомысленный образ жизни и пустые светские связи.
Он — гвардейский офицер (флигель-адъютант), служба ему нравится и в привилегированном полку его любят. У него завязывается открытый, а не тайный роман с Анной Карениной — знатной петербургской дамой, женой Алексея Каренина, высокопоставленного сановника, который значительно старше. Они знакомятся в вагоне на московском вокзале, где Вронский встречает приехавшую из Петербурга мать. В момент встречи их обоих посещает странное чувство: Анне и Алексею кажется, что они и раньше были знакомы…
Алексей начинает ухаживать за Анной, но их чувства перерастают обычный светский флирт. Вронский страстно влюбляется в Каренину, и его чувства к ней подпитываются ещё больше тем, что роман с такой знатной дамой в глазах окружающих делает его статус в обществе ещё выше. Через год после их первой встречи она преступает узы брака и, поддавшись его уговорам, становится его любовницей. Он является страстным любителем лошадей и приобрёл чистокровную английскую лошадь Фру-Фру для участия в офицерских четырёхверстных скачек в Царском Селе. Во время этих состязаний из-за эгоизма и собственной небрежности он обрекает на смерть Фру-Фру, сломав ей в прыжке спину. Обеспокоенная Анна, не зная, насколько серьёзно падение Вронского, открыто выражает свои чувства к нему. Муж забирает скомпрометированную жену с ипподрома и между ними происходит объяснение: она признаётся в связи с графом.
Открытые отношения Вронского с Карениной вызывают скандал в светском обществе. По ряду причин им не удаётся добиться развода Каренина с Анной, которая очень переживает эти обстоятельства. Её не приглашают ни в один из приличных домов, и её не навещает никто, кроме двух ближайших подруг, тогда как Вронского, напротив, принимают везде, и всегда ему рады. Недопонимание между ними растёт, и после одной из ссор Анна решает покончить жизнь самоубийством, бросившись под поезд. Вронский тяжело переживает её гибель, психологически сломлен и уезжает добровольцем в Сербию, где идёт русско-турецкая война (1877—1878), с выраженным намерением найти смерть на поле боя.

## История создания
До романа «Анна Каренина» фамилия Вронский уже встречалась в черновой рукописи повести А. С. Пушкина «На углу маленькой площади», являющейся одним из источников замысла книги Толстого. В не вошедшем в беловую рукопись фрагменте у Пушкина была запись: «… Женат, кажется, на Вронской?». Время работы над романом пришлись на увлечение Толстого прозой Пушкина, у которого он читал и незаконченные произведения. Б. М. Эйхенбаум усматривал в окончательном выборе фамилии сознательную авторскую стилизацию, сближение с именами литературных персонажей 1830-х годов (Пронский, Минский и другие). Такая отсылка также в некоторой части была вызвана характером Вронского, наиболее далёкого по своему складу от романиста. В связи с этим толстовед приводит знаменательные слова из письма Н. Н. Страхова к писателю: «Вронский для Вас всего труднее, Облонский — всего легче». По оценке Эйхенбаума, в отношении своего героя «Толстой менее всего мог руководствоваться личным опытом или даже опытом своих наблюдений, и потому должен был пользоваться литературным материалом».
Сохранилось несколько черновых набросков второго романа Толстого. В первоначальных вариантах Вронский фигурировал под различными именами: Иван Петрович Балашов, Удашёв, Гагин. Сюжет первого наброска заключался в следующем. Действие, видимо, под влиянием ещё одного пушкинского отрывка «Гости съезжались на дачу…», начинается в гостиной. Там, среди прочих, присутствуют муж Михаил и жена Анна Ставровичи, ставшие впоследствии Карениными, а также Иван Балашов (будущий Вронский). Их отношения между собой замечены присутствующими и вызывают живой интерес. После этого в коротко намеченных главах упоминается о скачках, беременности Анны, о родах. В итоге Ставрович предоставляет развод жене Анне, но и новый брак оказывается несчастливым. Несчастный первый муж находит её, и в разговоре признаётся в том, что он считает их развод ошибкой. Через несколько дней после этого объяснения Анна совершает самоубийство, утопившись в реке Неве.
В других набросках вместо Балашова введён Гагин. По черновым вариантам роман не был таким многоплановым, с меньшим количеством персонажей. Его сюжет и композиция были построены на взаимоотношениях трёх главных героев: жены, мужа и любовника (Гагина). Однако впоследствии роль и характеры персонажей были переосмыслены, они были усложнены. В результате исследований было установлено, что в основе некоторых персонажей лежат образы и черты характера реально существовавших людей. Однако сам Толстой призывал не преувеличивать степень историзма романа, его биографической основы. Так, он писал по этому поводу следующее: «Я бы очень сожалел, ежели бы сходство вымышленных имён с действительными могло бы кому-нибудь дать мысль, что я хотел описывать то или другое действительное лицо…Нужно наблюдать много однородных людей, чтобы создать один определённый тип».

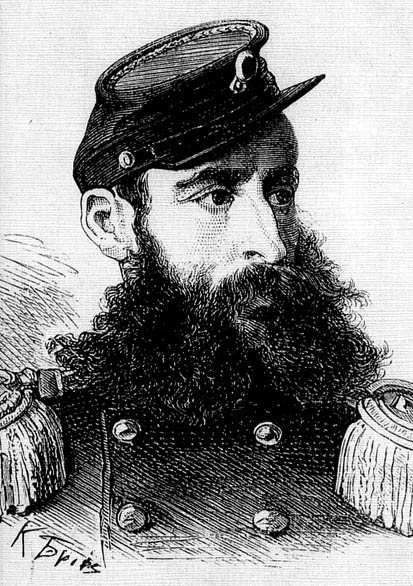
Николай Раевский — один из главных прототипов Вронского

Одним из наиболее вероятных прототипов называется полковник Николай Николаевич Раевский, из рода Раевских, внук русского военачальника, героя Отечественной войны 1812 года генерала Николая Николаевича Раевского и сын генерал-лейтенанта Николая Николаевича. Родился в Керчи 5 ноября 1839 года. Рано потерял отца, воспитывался под надзором своей просвещённой матери Анны Михайловны. По окончании домашнего образования поступил в Московский университет на физико-математический факультет. По окончании курса 1862 года в феврале 1863 года был зачислен унтер-офицером в лейб-гвардии Гусарский Его Величества полк. В марте 1870 года он перевёлся подполковником в 7-й Туркестанский линейный батальон, прослужив в Средней Азии около четырёх лет и уйдя оттуда в отставку. В 1874 году снова поступил на военную службу, получив назначение состоять в распоряжении командующего войсками Одесского военного округа. В августе 1876 года Раевский отправился на Балканы, где ему был вверен отряд русской-добровольческой армии под командованием М. Г. Черняева. 20 августа началось крупное сражение под Адровацем, во время которого он был убит на следующий день. Толстой был знаком с историей рода Раевских во время написания своих первых двух романов. По наблюдению историка литературы Галины Моисевой, между Вронским и его главным историческим прообразом есть много общего в наружности, характере, поведении: «Полковник H. Н. Раевский, умный и образованный офицер, наследник большого семейного состояния, потомок известной и прославленной фамилии, которому предстояла блестящая карьера, погибший в сражении с турками за свободу болгарского народа, явился одним из конкретных прототипов Алексея Вронского».

## Характеристика
Владимир Набоков в своих «Лекциях о русской литературе» отмечал, что сюжетно в романе Толстого представлены две главные линии (Каренина и Вронский, Лёвин и Кити) и одна второстепенная (Облонский и Долли), введённая для того, чтобы связать первые две. Для Набокова Анна Каренина — натура привлекательная, глубокая, нравственная. Повстречав Вронского, она страстно влюбляется в него, что кардинально изменяет её жизнь. По оценке русского и американского классика, граф — человек гораздо менее сложный, что проявляется в его поведении. Шокированное светское общество отвергает Анну, но не Вронского: «…мужчина не очень глубокий, бездарный во всём, но светский, только выигрывает от скандала». Он не отказывает себе в удовольствиях, скачках и т. д. Несмотря на свою любовь, он не может полностью понять её характер, мотивы её поведения: «Вронский, вертопрах с плоским воображением, начинает тяготиться её ревностью, чем только усиливает её подозрения». Между ними возникает недопонимание, ставшее одной из причин трагедии:
Доведённая до отчаяния грязью и мерзостью, в которой тонет её любовь, однажды майским воскресным вечером Анна бросается под колёса товарного поезда. Вронский понимает слишком поздно, что он утратил. Весьма кстати для него и для Толстого начинается русско-турецкая война, и в 1876 г. он отбывает на фронт с добровольным ополчением. Наверное, это единственный запрещённый приём в романе: слишком он прост, слишком кстати подвернулся.